# Cyanotis loureiroana
Cyanotis loureiroana är en himmelsblomsväxtart som först beskrevs av Schult. och Julius Hermann Schultes, och fick sitt nu gällande namn av Elmer Drew Merrill. Cyanotis loureiroana ingår i släktet Cyanotis och familjen himmelsblomsväxter. Inga underarter finns listade.